# Pentax K-50 en K-500
De Pentax K-50 en het instapmodel K-500 digitale spiegelreflexcamera werden aangekondigd op 12 juni 2013. Beide camera's volgen de K-30 op, die net als K-50 weerbestendig is.

## Verschillen K-50 en K-500
Verdere verschillen tussen K-50 en K-500:
- Huis en weerbestendige kitlens,
- Leverbaar in 120 kleurcombinaties,
- Actieve autofocus-punt licht op, ter onderscheiding van andere AF-punten,
- "Elektronische level".

## Kenmerken
De omkasting is gemaakt van roestvrij staal en polycarbonaat (plastic). Een bijzonderheid is de aanpasbare RAW/Fx-knop aan voorzijde; zo kan de knop ook gebruikt worden voor bracketing waarbij de EV-instelling en in drie frames onderling verschillen tot +/- 2EV. Verder heeft de camera twee draaiwieltjes in tegenstelling tot de meeste andere instapmodellen.
Bij de K-500 variant wordt de camera geleverd met DA L 18-55 mm standaard objectief, niet-weerbestendig.
De APS-C beeldsensor is voorzien van een type beeldstabilisatie die ook bij andere Pentax- en Olympus-modellen toegepast wordt en door de leverancier "sensor-shift" genoemd wordt.
De lithium-ion-accu kan vervangen worden door een batterijhouder voor vier AA-batterijen (Pentax D-BH109 AA).
1. ↑  D-LI109-accu
2. ↑  4 AA-batterijen
3. ↑  Pentax lanceert K-50 en K-500 als 16 MP DSLRs (mid- and entry-level)